# Narcisse Pérodeau

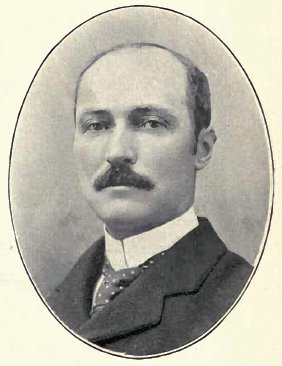
Narcisse Pérodeau

Narcisse Pérodeau (* 26. März 1851 in Saint-Ours, Québec; † 18. November 1932 in Montreal) war ein kanadischer Politiker und Rechtswissenschaftler. Von 1897 bis 1924 sowie von 1929 bis zu seinem Tod war er ernanntes Mitglied des Legislativrates von Québec. Dazwischen amtierte er als Vizegouverneur.

## Biografie
Pérodeau studierte Recht an der McGill University in Montreal. Beruflich war er ab 1876 als Notar tätig, ab 1898 als Professor an der Université de Laval. Darüber hinaus war er von 1880 bis 1912 Sekretär der Notariatskammer von Québec, anschließend bis 1915 dessen Präsident. Auch war er in den Verwaltungsräten zahlreicher Unternehmen vertreten, darunter der Montreal Light, Heat and Power.
Premierminister Félix-Gabriel Marchand ernannte Pérodeau 1897 zum Mitglied des Legislativrates, dem nicht gewählten Oberhaus des Provinzparlaments. Dort vertrat er die Division Sorel und unterstützte die Parti libéral du Québec. Im Jahr 1910 gehörte er als Minister ohne Geschäftsbereich dem Kabinett von Lomer Gouin an. Louis-Alexandre Taschereau ernannte ihn 1920 zum Vorsitzenden der Regierungsfraktion im Legislativrat.
Am 10. Januar 1924 wurde Pérodeau von Generalgouverneur Lord Byng als Vizegouverneur von Québec vereidigt. Dieses repräsentative Amt übte er bis zum 10. Januar 1929 aus. Anschließend kehrte er in den Legislativrat zurück und vertrat die Division Mortarville. Drei Jahre später verstarb er im Amt.